# Kościół Matki Bożej Różańcowej w Modrzewie
Kościół Matki Bożej Różańcowej w Modrzewie – katolicki kościół filialny zlokalizowany we wsi Modrzewo w gminie Suchań, w powiecie stargardzkim (województwo zachodniopomorskie). Należy do parafii Matki Bożej Nieustającej Pomocy w Suchaniu.

## Historia i architektura
Wzniesiony na planie prostokąta, murowany z kamienia kościół wzniesiony został w 1825 roku. Okna oraz portal wejściowy mają formę uskokową, ostrołukową. Obok kościoła, od jego zachodniej strony, stoi wcześniejsza, pochodząca z 1720 roku drewniana wieża w konstrukcji szkieletowej, oszalowana i nakryta czworokątnym hełmem krytym gontem. Wewnątrz kościoła, na ścianie zachodniej, zachowała się XIX-wieczna empora z prospektem organowym.
Po II wojnie światowej kościół został poświęcony jako świątynia katolicka w dniu 11 października 1945 roku przez ks. Stefana Strzałkowskiego TChr.

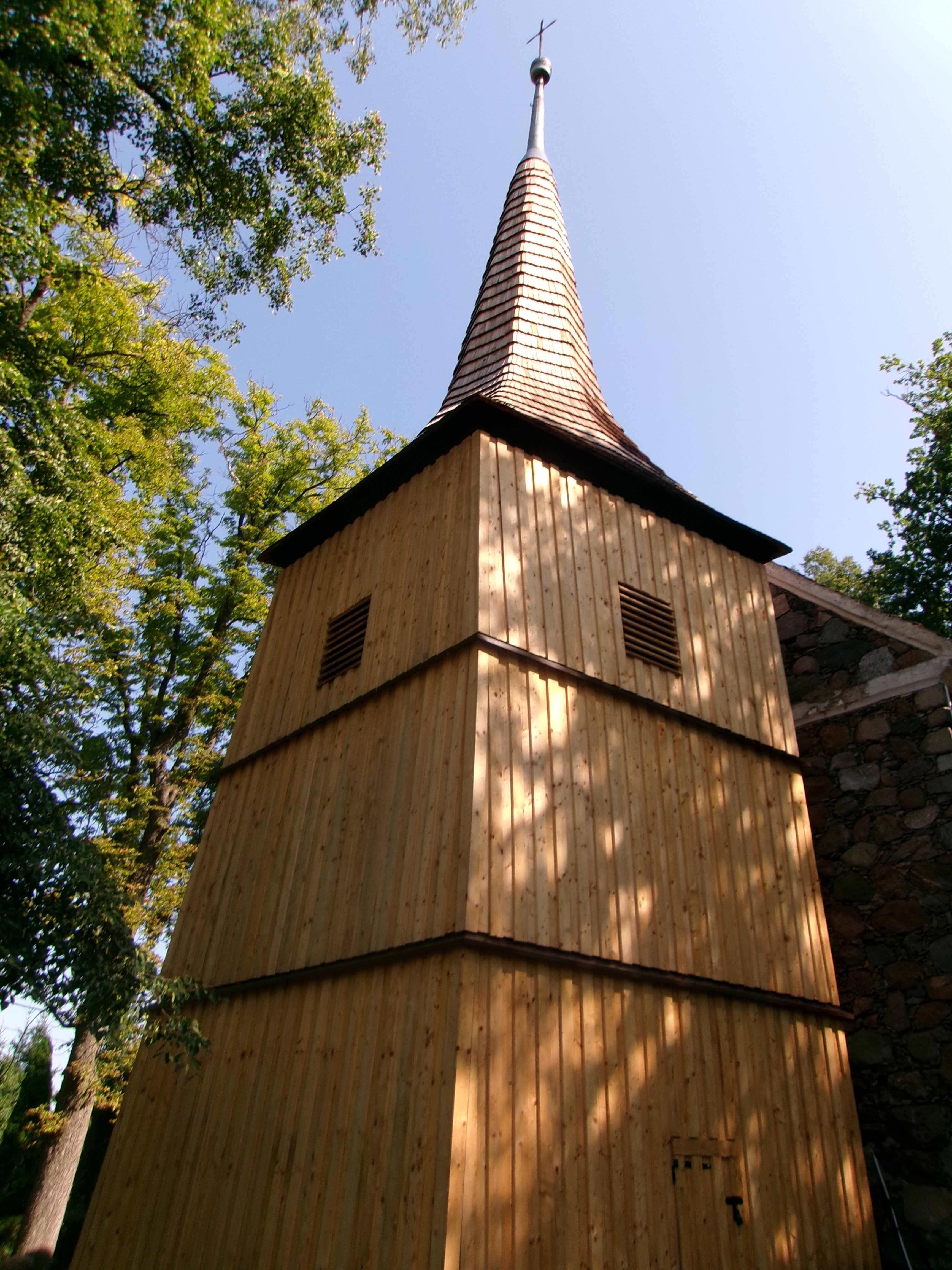
Wieża
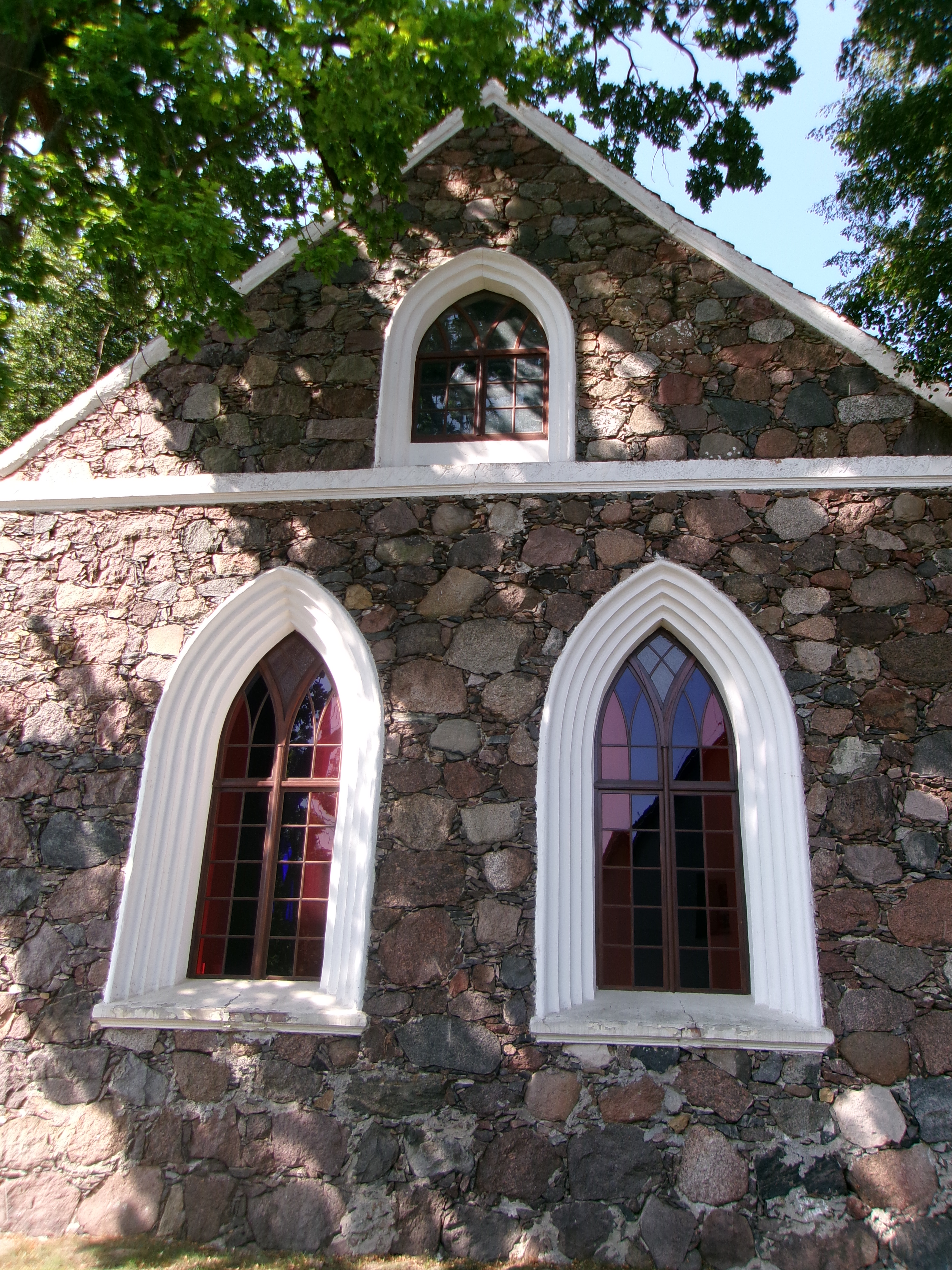
Ściana wschodnia
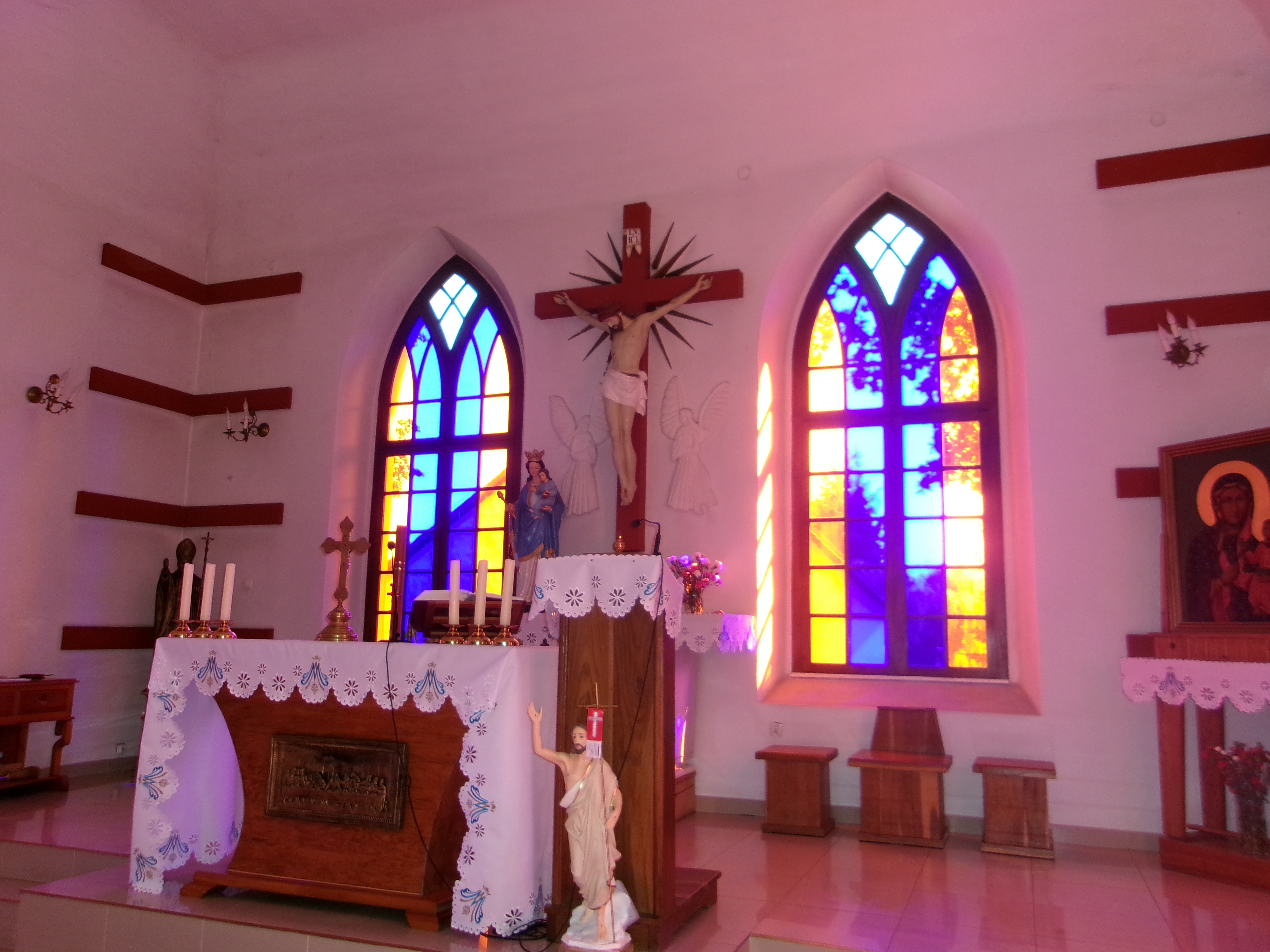
Prezbiterium
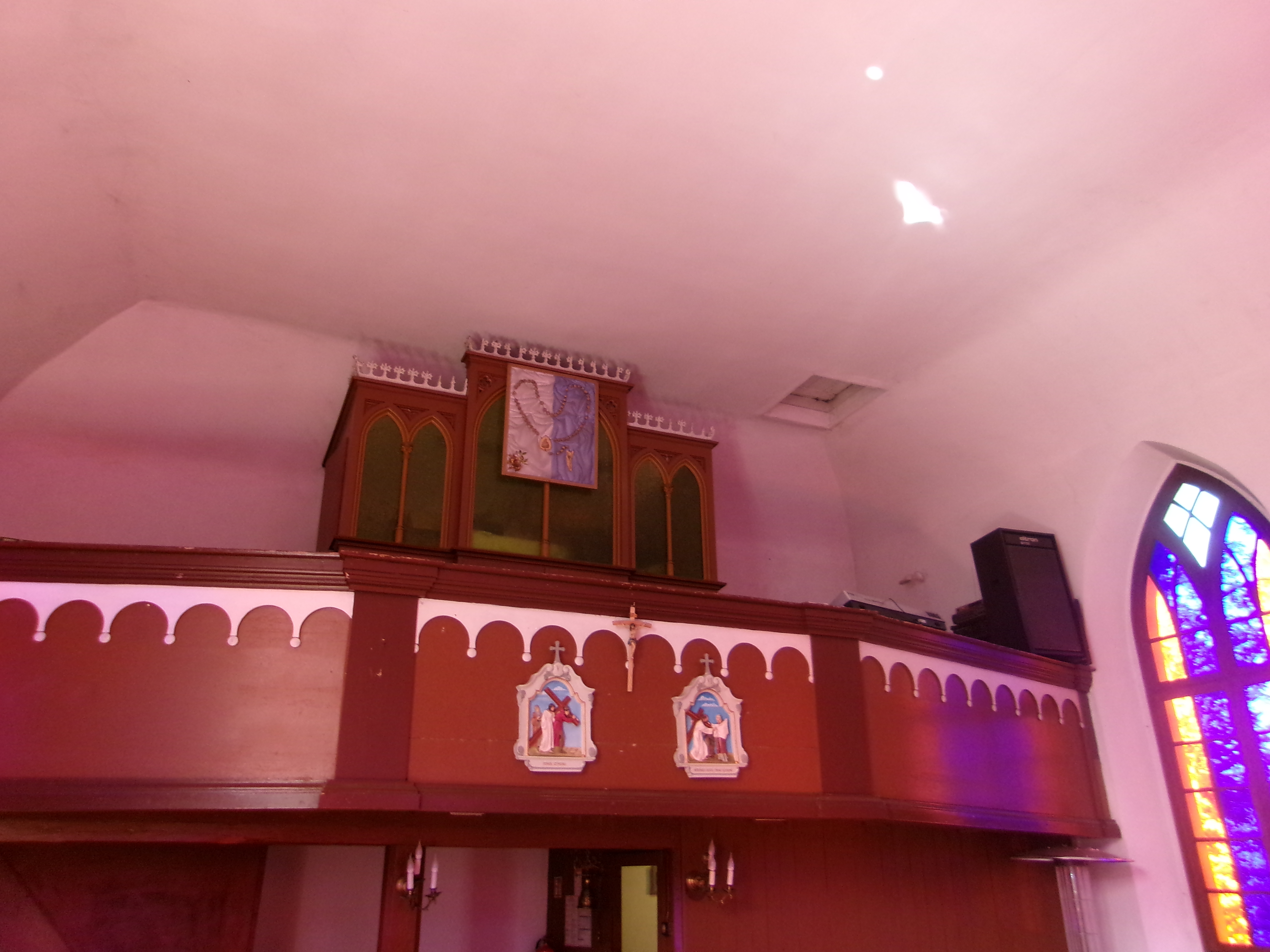
Empora organowa